# Кубок Полінезії з футболу 1994
Кубок Полінезії 1994 був першим розіграшем Кубка Полінезії, він також виконував функції відбіркового турніру Кубка націй ОФК 1996 року в зоні Полінезії. Він пройшов в Самоа з 24 по 28 листопада 1994 року.

## Результат

### Група
| Команда            | І | В | Н | П | ГЗ | ГП | О |
| ------------------ | - | - | - | - | -- | -- | - |
| Таїті              | 3 | 3 | 0 | 0 | 10 | 1  | 9 |
| Тонга              | 3 | 1 | 1 | 1 | 4  | 4  | 4 |
| Самоа              | 3 | 1 | 1 | 1 | 5  | 10 | 4 |
| Американське Самоа | 3 | 0 | 0 | 3 | 3  | 7  | 0 |

### Матчі
| 24 листопада 1994 |

| Таїті | 1-0 | Тонга |
| ----- | --- | ----- |
|       |     |       |

| Самоа |

| 24 листопада 1994 |

| Самоа | 3-1 | Американське Самоа |
| ----- | --- | ------------------ |
|       |     |                    |

| Самоа |

| 25 листопада 1994 |

| Таїті | 2-1 | Американське Самоа |
| ----- | --- | ------------------ |
|       |     |                    |

| Самоа |

| 25 листопада 1994 |

| Самоа | 2-2 | Тонга |
| ----- | --- | ----- |
|       |     |       |

| Самоа |

| 28 листопада 1994 |

| Тонга | 2-1 | Американське Самоа |
| ----- | --- | ------------------ |
|       |     |                    |

| Самоа |

| 28 листопада 1994 |

| Самоа | 0-7 | Таїті |
| ----- | --- | ----- |
|       |     |       |

| Самоа |

 Таїті отримали путівку у фінальний турнір Кубка націй ОФК 1996 року.